# Dermatemydidae
Famille
Les Dermatemydidae sont une famille de tortues cryptodires. 

## Répartition
Dermatemys mawii la seule espèce actuelle de la famille se rencontre au Guatemala, au Belize et au Mexique.

## Liste des genres
Selon TFTSG (27 mai 2011) :
- genre Dermatemys Gray, 1847

et le genre fossile :
- genre †Baptemys Leidy, 1870

## Publication originale
- Gray, 1870 : Supplement to the Catalogue of Shield Reptiles in the Collection of the British Museum. Part 1, Testudinata (Tortoises). London, Taylor and Francis, p. 1-120.